# Wädenswil
Wädenswil (hist. Wättischwiil, Wädischwiil) – miasto i gmina (Politische Gemeinde) w północnej Szwajcarii, w kantonie Zurych, w okręgu (Bezirk) Horgen. Leży nad Jeziorem Zuryskim. 1 stycznia 2019 do miasta przyłączono gminy Hütten i Schönenberg.

## Demografia
W Wädenswil mieszkają 25 193 osoby. W 2022 roku 22,6% populacji gminy stanowiły osoby urodzone poza Szwajcarią.

## Transport
Przez teren miasta przebiegają autostrada A3 oraz drogi główne nr 3 i nr 338.